# Carlos Gil Andrés
Carlos Gil Andrés (Logroño, 1968) es un historiador español.

## Biografía
Nacido en 1968 en Logroño, es autor de obras como Protesta popular y orden social en La Rioja de fin de siglo, 1890-1905 (1995), Echarse a la calle: amotinados, huelguistas y revolucionarios (La Rioja, 1890-1936) (2000), La República en la plaza. Los sucesos de Arnedo de 1932 (2002), un estudio de los sucesos de Arnedo, Lejos del Frente. La guerra civil en la Rioja Alta (2006), Historia de España en el siglo XX (2009), junto a Julián Casanova, Piedralén. Historia de un campesino. De Cuba a la Guerra Civil (2010), prologado por Josep Fontana, o Españoles en guerra. La Guerra Civil en 39 episodios (2014). Desde hace varios años y hasta la fecha, colabora con la ONG Amnistía Internacional como activista.